# Кипрская война
Ки́прская война́ (итал. Guerra di Cipro; тур. Kıbrıs Savaşı) — одна из нескольких войн между Османской империей и Венецианской республикой за господство в Восточном Средиземноморье (5-я турецко-венецианская война). Сначала Венеция воевала с османами одна. Затем, когда сформировалась Священная лига, в которую помимо Венеции вошли Испания с Неаполем и Сицилией, Республика Генуя, Герцогство Савойское, госпитальеры, Великое герцогство Тосканское и другие итальянские государства, Османская империя воевала уже против Лиги.
Война началась в июне 1570 года с османского вторжения на Кипр. Никосия, как и несколько других городов, быстро пала, не сумев выстоять против значительно превосходящих сил османской армии, и к середине сентября в руках венецианского гарнизона оставалась только Фамагуста. К концу августа 1571 года помощь от Лиги так и не пришла, и венецианские командующие гарнизоном были вынуждены сдать город после 11 месяцев осады. Два месяца спустя, в битве при Лепанто, объединённый флот Лиги практически уничтожил османский флот, но из-за внутренних конфликтов Лига не смогла воспользоваться этой победой. Османы быстро восстановили свой флот, и Венеция была вынуждена вести сепаратные переговоры о мире, уступив им Кипр и выплатив дань в размере 300 000 дукатов.

## Предыстория
Богатый ресурсами Кипр, один из крупнейших островов Средиземного моря, находился под венецианским правлением с 1489 года. Вместе с Критом это было одно из главных заморских владений Республики. Население острова к 1570 году составляло 180 000 человек. Выгодное местоположение Кипра позволяло контролировать торговлю с Левантом. На острове венецианцы наладили добычу меди, производство хло́пка и сахара. Для сохранения самой отдалённой колонии венецианцы заключили с египетскими мамлюками соглашение, по которому ежегодно выплачивали Каиру 8000 дукатов, а после завоевания Египта османами в 1517 году аналогичное соглашение было подписано с Османской империей. Стратегически выигрышное расположение острова в Восточном Средиземноморье между Анатолией, Левантом и Египтом делало Кипр очевидной целью будущей османской экспансии. Кипрские венецианские власти предоставляли базу и убежище для христианских пиратов, нападавших на османские суда, в том числе и с мусульманскими паломниками, направляющимися в Мекку, что служило дополнительным раздражающим фактором для всех исламских правителей. В 1568 году, после завершения длительной войны в Венгрии с Габсбургами, Селим II обратил своё внимание на Кипр. Популярная легенда приписывала это решение любви султана к кипрским винам, а главным советчиком султана, продвигавшим идею войны с Кипром, современники называли Иосифа Наси, португальского еврея, музахиба (фаворита) султана, который уже был назначен на пост правителя Наксоса. Ходили слухи, что Наси питал обиду на Венецию и мечтал быть королём завоёванного Кипра — у него даже были корона и королевский штандарт.
Сторонники войны при османском дворе имели перевес, несмотря на противодействие партии мира, возглавляемой великим визирем Соколлу Мехмед-пашой, и несмотря на существующий мирный договор с Венецией, возобновлённый в 1567 году. Шейх аль-ислам Эбуссууд-эфенди выдал фетву, оправдывавшую нарушение мирного договора, а основанием послужило то, что когда-то, в течение краткого периода в VII веке, Кипр был «землёй ислама», и что этот статус по исламским законам должен был быть восстановлен.
Невозможно, чтобы это когда-либо могло быть препятствием. Для султана мусульман (да прославит Всевышний его победы) заключать мир с неверными законно только тогда, когда от этого есть польза для всех мусульман. Когда от мира нет никакой пользы, он никогда не будет законным. Когда раньше он представлялся выгодным, а потом стало заметно, что выгоднее его разорвать, тогда нужно обязательно и непременно его разорвать.
Деньги для кампании были получены путём конфискации и перепродажи монастырей и церквей Греческой православной церкви. Сардаром экспедиции был назначен наставник султана Лала Мустафа-паша. Капудан-пашой был назначен неопытный в военно-морских делах Али-паша Муэдзинзаде, но заместителем Али-паши стал искушённый флотоводец Пияле-паша.

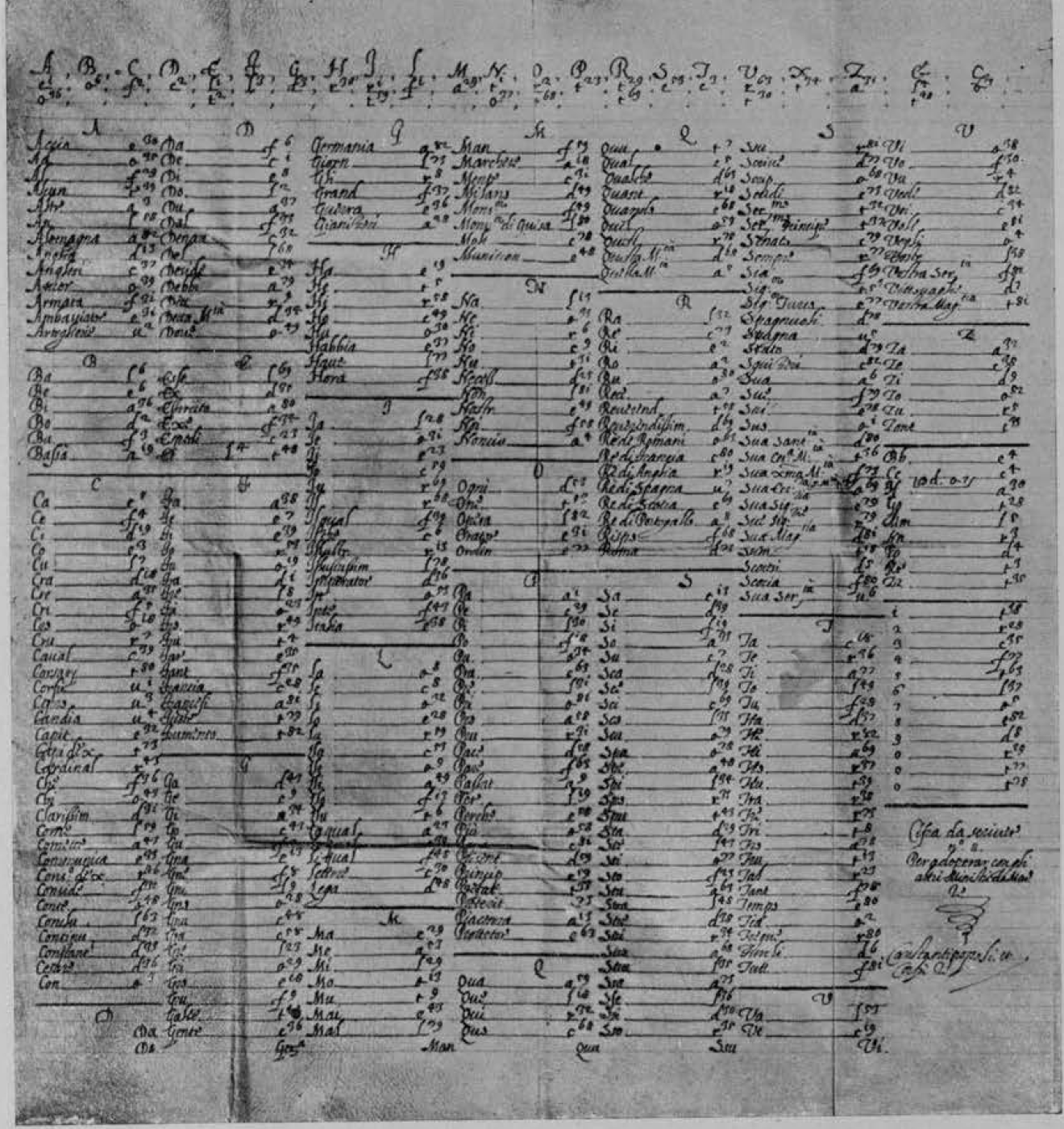
Шифр байло

Намерения османов были очевидны венецианцам, ожидавшим нападения на Кипр. Когда в конце 1564 года агенты сообщали из Стамбула, что османский флот готовится к кампании, и тем более, когда в начале 1565 года он отплыл со своей базы в Галлиполи, в Венеции забеспокоились, однако в тот раз целью османов была Мальта. В конце 1567 года и в начале 1568 года из донесений агентов стали очевидны масштабы новых османских приготовлений к морской кампании. Ещё больше венецианские власти встревожились, когда османский флот посетил Кипр в сентябре 1568 года с Наси на борту, якобы для дружеского визита, а на самом деле со шпионскими целями. Защитные сооружения Кипра, Крита, Корфу и других венецианских владений были модернизированы в 1560-х годах известным военным инженером Сфорца Паллавичино. Гарнизоны на Кипре и Крите были увеличены, были также предприняты попытки сделать эти острова независимыми от снабжения боеприпасами путём строительства литейных и пороховых заводов. Однако всё равно было понятно, что Кипр не сможет долго продержаться без внешней помощи. Изолированное местоположение и удалённость от Венеции, окружение со всех сторон провинциями Османской империи, близость османских берегов (в 6 часах) делали Кипр лёгкой добычей — помещали его «в пасть волка», как писал в воспоминаниях свидетель осады Фамагусты Пьетро Вальдерио. В случае осады нехватка боеприпасов и продовольствия должна была сыграть решающую роль в переходе кипрских венецианских крепостей к османам, а перед осадой, по словам Вальдерио, на Кипре ощущался недостаток селитры и угля, необходимых для производства пороха. Венеция не могла рассчитывать на помощь со стороны Испании, главной христианской державы Средиземноморья, которая была втянута в военные действия в Голландии и не могла решить внутреннюю проблему с морисками. Ещё одной проблемой для Венеции было отношение к её правлению населения острова. Жестокое обращение и репрессивное налогообложение местного православного греческого населения католиками-венецианцами вызывали сильный протест, так что симпатии местных жителей были на стороне османов.
В 1569 году на венецианских верфях прогремел взрыв, который историки приписывают агентам Наси, и, хотя было повреждено всего четыре корабля, в Стамбуле Селиму доложили, что силы Республики подорваны. Вдобавок в 1569 году в Италии случился неурожай, что привело к голоду среди населения Венеции и её окрестностей. Всё это позволило советникам нерешительного султана уговорить его на военную операцию. К началу 1570 года османские приготовления и предупреждения, отправленные байло Марко Антонио Барбаро, убедили Большой совет, что война неизбежна. Подкрепления и деньги были поспешно высланы на Крит и Кипр. В марте 1570 года в Венецию прибыл посланник Селима с ультиматумом, требующим немедленной уступки Кипра. Посол от имени султана мотивировал требования тем, что остров стал прибежищем пиратов. Хотя в Большом совете были сторонники обмена острова на землю в Далмации и дальнейшие торговые привилегии, надежда на помощь других христианских государств придала решимость Республике, и ультиматум был категорически отвергнут.
14 марта 1570 года на диване был оглашён ответ Сената Венеции на требование султана. Селим принял все меры предосторожности, чтобы не допустить проход подкреплений к Кипру и блокировать возможные пути христианского флота: в начале апреля Мурад-реис с двадцатью пятью галерами занял позицию у Родоса, наместник Алжира Улудж-Али курсировал у берегов Апулии, а в конце месяца Пияле-паша привёл к Негропонте восемьдесят галер и тридцать галиотов. Через несколько дней к нему присоединился Мустафа-паша, они отплыли к Родосу, где к ним присоединились суда Мурада-реиса, и в итоге османский флот был в сборе.

## Свидетельства современников
Описания Кипрской войны оставили Джанпьетро Контарини; Паоло Парута, официальный историк Венеции; епископ Грациани, папский нунций, занимавшийся организацией Священной лиги; историк Натале Конти. Уберто Фольета включил описание осады Никосии в историю правления Селима II.
Фра Анджело Калепио, настоятель доминиканского монастыря в Никосии, был взят в плен, но позже выкуплен. После возвращения на Кипр он написал рассказ об осадах Никосии и Фамагусты. Он был очевидцем первой, а о второй написал со слов её участников, сотоварищей по плену.
Джованни Созомено, кипрский инженер, бывший свидетелем смерти от рук османов одной из своих дочерей и пленения второй, сам попал в плен, выкупился и написал в 1571 году донесение об осаде на имя великого герцога Тосканы.

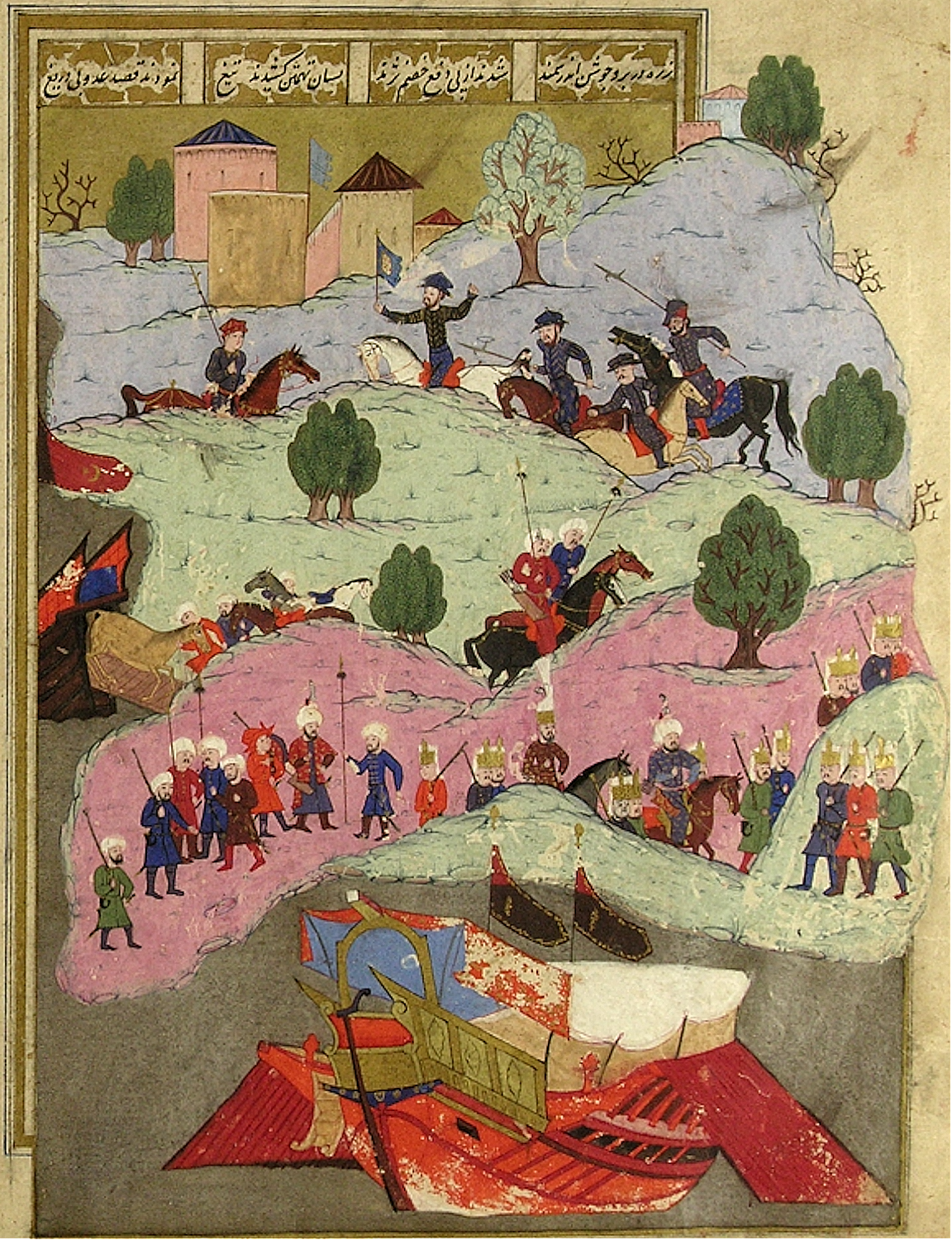
Османские войска высаживаются на Кипре и направляются к Никосии.
Шехнаме-и Селим-хан, TSM, A3595, fol. 102b. 1581 год

Описание осады Никосии в стихах «Плач о Кипре» (греч. Θρήνος της Κύπρου) содержит интересные детали и приписывается поэту и хронисту Соломону Родиносу (1516—1586), хотя эта атрибуция не бесспорна. Автор «Плача» был очевидцем событий и потерял при захвате острова сына и дочь.
«Плач об острове Кипр» — ещё одно стихотворное произведение о падении Кипра. Оно написано армянским поэтом Никогайосом Стамполци, который посетил Кипр в 1570 году во время паломничества в Святую землю.
Осада Фамагусты описана в воспоминаниях и донесениях нескольких очевидцев.
Пьетро Вальдерио, виконт (visconte) Фамагусты, написал воспоминания об осаде, названные медиевистом К. Сеттоном «лучшим свидетельством очевидца».
Нестор Мартиненго прибыл в Фамагусту в качестве добровольца с колонной Марко Квирини. Ночью 5 августа 1571 года ему удалось спрятаться в доме грека. Позже его передали турецкому офицеру, рабом которого Нестор стал. Ему чудом удалось сбежать, и после различных приключений он стал первым вернувшимся в Венецию защитником Фамагусты. Мартиненго написал доклад для Сената Республики, который был опубликован в 1572 году.
Анджело Гатто из Орвието был наёмником из отряда Асторре Бальони, с которым прибыл на Кипр в 1569 году, а в Фамагусте находился с середины августа 1570 года. После капитуляции он стал рабом и был доставлен в Стамбул. В 1573 году Гатто написал письмо об осаде и судьбе заключённых с намерением отправить его Адриано Бальони, брату своего командира, чтобы попросить его о помощи. Копия рукописи найдена в конце XIX века священником из Орвието Поликарпо Катиззани, который опубликовал её в 1895 году.
Брат Агостино был приором монастыря эремитов Сан-Антонио во время осады. Его сообщение, как указано в самом документе, было зачитано в Сенате 12 февраля 1572 года (вероятно, автором) и напечатано в 1891 году Николо Морозини, который обнаружил его в семейном архиве.
Ещё одним источником об осаде Фамагусты является анонимный дневник солдата, о котором практически ничего не известно, даже то, удалось ли ему вернуться из плена. Опубликован в Венеции в 1879 году Леонардо Антонио Висмарой (или Визинони).
Маттео да Капуа был участником защиты города. 28 октября 1571 года Маттео из тюрьмы в Стамбуле написал письмо Марко Антонио Барбаро, байло Венеции. В письме он просил заступничества за себя и других заключённых.
Единственным греком-киприотом, участвовавшим в защите Фамагусты и написавшим отчёт, был Алессандро Подокатаро. Он прибыл в Фамагусту с отцом и братом, которые впоследствии погибли во время осады. Сам Алессандро попал в плен и пробыл тридцать семь дней в цепях, однако французский консул выкупил пленника за 325 цехинов.
Бартоломео Серено участвовал в битве при Лепанто, в 1576 году он принял постриг в Монте-Кассино, где написал свой отчёт о Кипрской войне.

## Численность османской армии
Численность османской армии историки оценивали по-разному.
|                      | Год сообщения | Количество судов | Общее количество солдат | Состав армии | Количество орудий |
| -------------------- | ------------- | --- | ----------------------- | --- | ----------------- |
| Фра Анджело Калепио  | 1572          | | 125 000                 | Сто тысяч человек, включая: 10 000 кавалеристов, 4000 сипахов 6000 янычар; и 25 000 человек, вызванных из Ларнаки. |                   |
| Бартоломео Серено    | 1576          | Мурад-реис и Пияле: 105 галер, 30 галиотов. Мустафа-паша и Али-паша Муэдзинзаде: 36 галер, 6 судов, 12 галиотов, 1 галеон визиря, 8 махонов (османские галеасы), 40 кораблей для перевозки лошадей, множество карамуссолей, перевозивших артиллерию.                |                         | 4000 всадников, 6000 янычар, 90 000 пехотинцев.                                                                    |                   |
| Джованни Созомено    |               | Всего около 400 судов: 200 вёсельных, из них 160 галер, много других старых, плохо снаряжённых судов: около 60 галиотов, фюстов (галеры устаревшего типа). В число оставшихся входили карамуссоли, 3 венецианских корабля, 6 махонов, множество транспортных судов. |                         | 4000 всадников, 6000 янычар                                                                                        |                   |
| Джанпьетро Контарини | 1572          | |                         | 6000 янычар, 4000 сипахов (и 4000 лошадей), «и много искателей приключений, которым не было числа»                 |                   |
| Уберто Фольетта      | 1587          | | 100 000                 | В начале кампании: от 20 000 до 40 000 пехотинцев, от 3000 до 4000 сипахов                                         |                   |
| Жюрьен де ла Гравьер | 1888          | Мурад-реис и Пияле: 105 галер, 30 галиотов, Мустафа-паша: 36 новых галер, 6 судов, 12 фюстов, 1 галеон, 8 махонов, 40 кораблей для перевозки лошадей, множество небольших транспортных судов.                                                                       | 80 000                  | | 74                |
| Сэвил О. Р.          | 1878          | |                         | 2500 сипахов, 20 000 моряков, вызванных из Ларнаки.                                                                |                   |
| Дэвид Абулафия       | 2012          | 400 | 100 000                 | |                   |
| Стивен Тернбулл      | 2003          | 350 | 200 000                 | | 145               |

## Ход войны

### 1570 год: турецкое завоевание Кипра

#### Осада Никосии

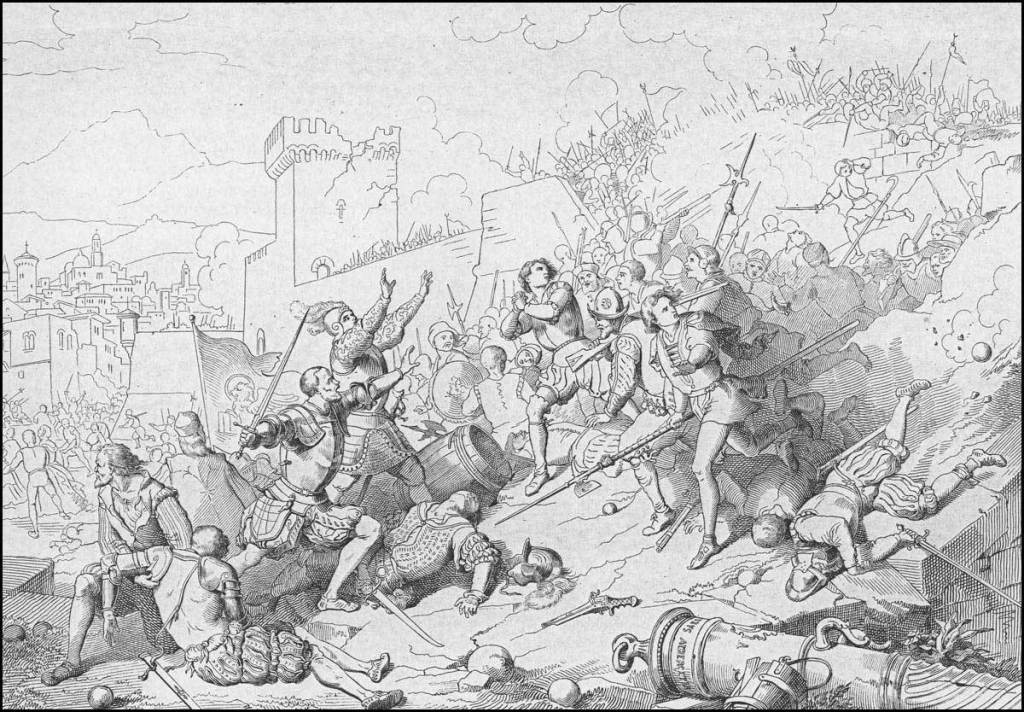
Дж. Л. Гаттери, 1862
Османы прорвались в город через проломленные стены

Мустафа-паша и Али-паша колебались, не зная, какой город атаковать сначала, но затем приняли решение, что ключом к захвату всего острова является Никосия. 27 июня османский флот отплыл к Кипру, 1 июля он прибыл к Салинесу недалеко от Ларнаки, и к 3 июля армия высадилась и направилась к столице, за исключением 500 сипахов, которые сразу были отправлены для начала осады Фамагусты. Венецианским командующим на острове был некомпетентный Никколо Дандоло. На тот момент венецианцы ещё не пришли к единому мнению о стратегии защиты и не были готовы отразить нападение, поэтому было решено укрыться в фортах и продержаться до прибытия подкрепления. Никосия была одним из самых совершенных на тот момент фортификационных сооружений. Город был окружён кольцом крепостных стен длиной три мили с 11 бастионами (Подокастро, Костанца, Давила, Триполи, Рокка, Мула, Квирино, Барбаро, Лоредано, Арба, Караффа) и тремя воротами. Стены защищались 250 артиллерийскими орудиями. К тому же столица Кипра была построена на холме, что давало защитникам преимущество. Осада Никосии началась 22 июля и продолжалась семь недель. Недавно построенные Паллавичино земляные валы оказались надёжной защитой от артиллерийского обстрела — ядра вязли в земле. Лала Мустафа-паша приказал рыть траншеи и засыпать ров, в то время как постоянный обстрел из пушек прикрывал работающих сапёров. Наконец, после того, как защитники исчерпали свои боеприпасы, при сорок пятом штурме стен 9 сентября османам удалось прорваться в город. Последовала резня, после которой город из 20 тысяч жителей опустел. Даже городские свиньи, которых мусульмане считали нечистыми, были убиты, уцелели только женщины и дети, которых обратили в рабство. Очевидец писал об этом так:
Со всех сторон мы не слышали ничего, кроме непрестанного плача бедных женщин, <…>, воплей детей, оторванных от рук своих матерей <…> У всех были связаны руки за спиной, их толкали и торопили ударами палок и рукоятей мечей, у многих отрубали руку или раскалывали череп. Все сопротивлявшиеся были убиты. Победители продолжали отрезать головы старухам <…> Если пленник пытался бежать, его хватали, отрезали ноги, и до тех пор, пока в нём оставалась какая-то жизнь, каждый проходивший янычар колол его. Среди убитых были Лодовико Подочаторо и Лукреция Калепио, моя мать, чью голову они отрезали на коленях её служанки. Они отрывали младенцев в пелёнках от материнской груди, некоторых из них бросали на землю, других за ноги о стену; из них я смог крестить только одного. Этот кошмар длился три дня. <…> везде, где турки встречали свиней, они отгоняли их, убивая стрелами и мечами.

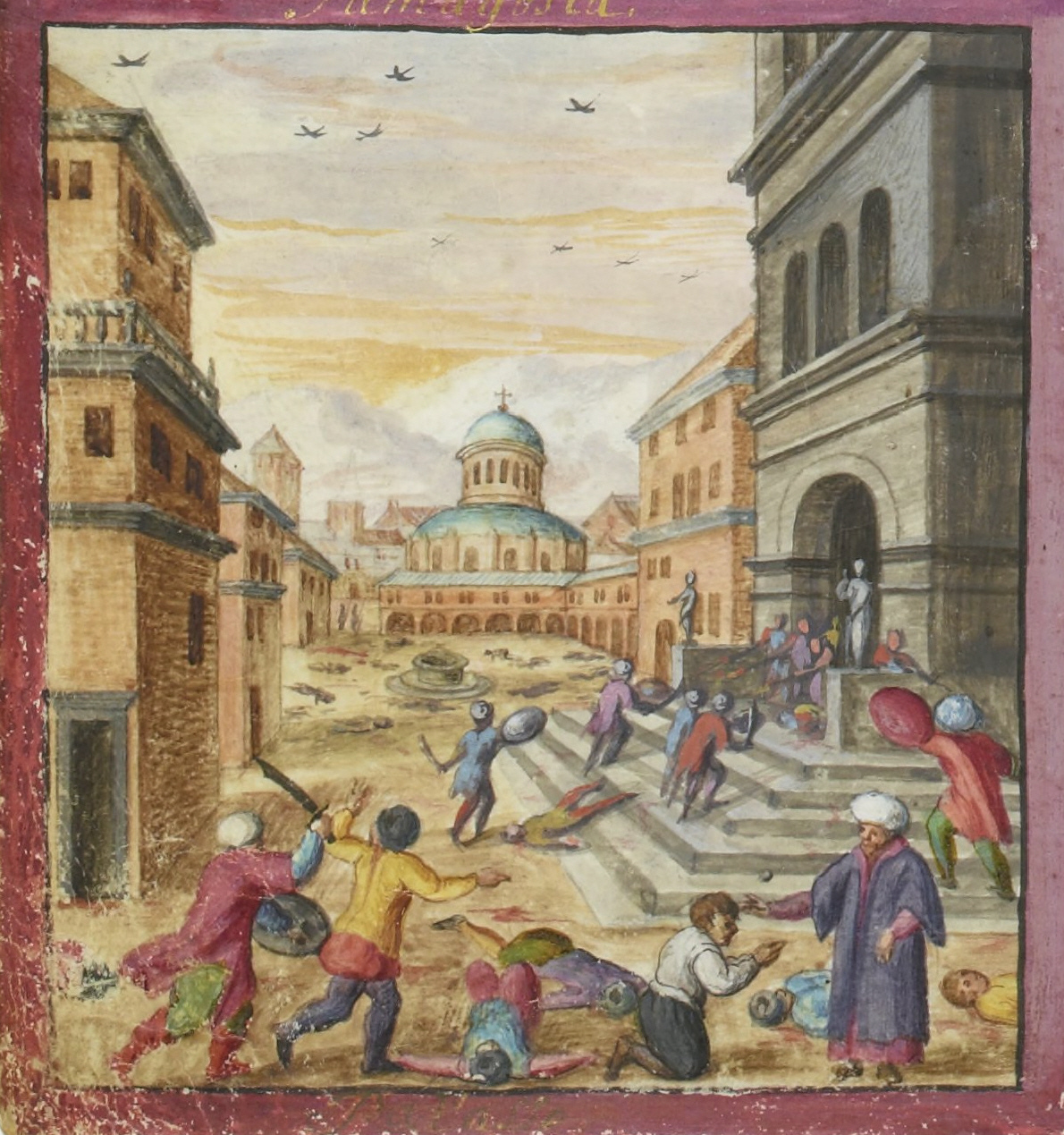
Разграбление города
Voyages et aventures de Ch. Magius, miniature no. 12.

Дандоло османы отрубили голову, и Мустафа-паша отправил её в Кирению, которая после этого сдалась без сопротивления. Османские командующие отправили с местным крестьянином письмо Брагадину, сообщая что Никосия пала, а её защитники были «все разрублены на куски». Османы предлагали Брагадину капитулировать, «чтобы мы могли отправлять вас на наших кораблях туда, куда вы хотите отправиться в земли христиан, иначе вы можете быть уверены, что мы убьём вас всех, как взрослых, так и детей». Виконт Вальдерио был среди тех, кто читал письмо. По его словам, многие не могли поверить в падение Никосии, которая была намного лучше защищена, чем Фамагуста. Однако около 5 часов вечера 10 сентября другой крестьянин привёз в Фамагусту голову Дандоло, и тогда даже сомневающимся стало очевидно, что османы захватили столицу Кипра. Вальдерио писал, что Брагадин отправил ответ, отказавшись сдаться, в тот же день, 10 сентября.

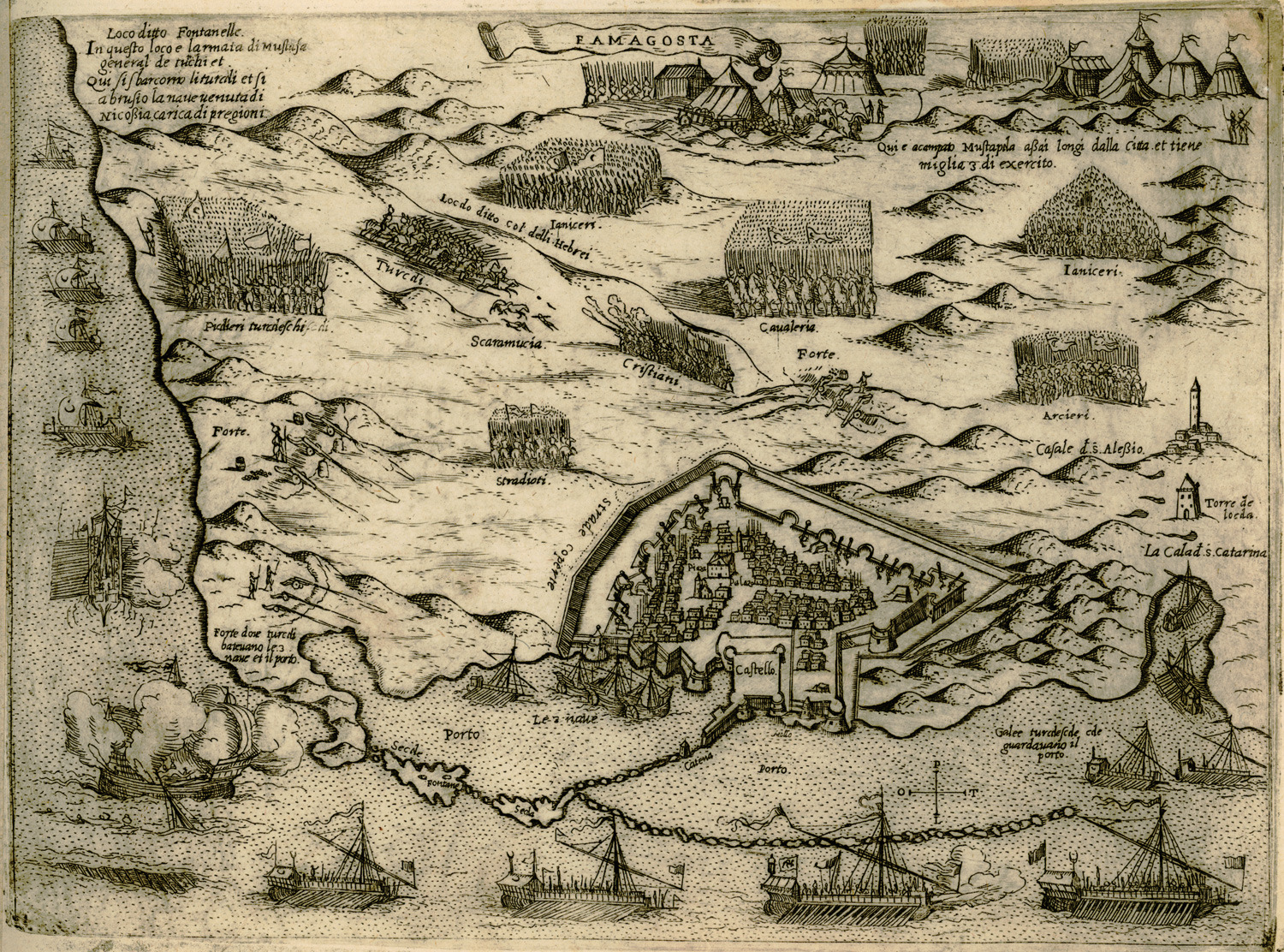
Взрыв возле Фамагусты османского галеона с пленёнными жителями Никосии на карте осады Фамагусты. 1574 год.

#### Осада Фамагусты
15 сентября, после падения Никосии и сдачи Кирении, османская кавалерия появилась у последнего венецианского оплота на острове, Фамагусты, где ещё 1 сентября османы установили батареи перед крепостью. К этому моменту общие венецианские потери (включая местное население) оценивались современниками уже в 56 000 убитых и взятых в плен.
Фамагуста располагалась в середине полукруглой бухты, вход в гавань, обращённый на север, был перекрыт цепью. Небольшая крепость с четырьмя башнями, построенная на античном фундаменте, защищала порт. Со стороны суши город был окружён каменными стенами и рвом. У Лимассольских ворот стояла большая башня или крепость, с другой стороны был большой бастион Мартиненго с двойными фланками, построенный незадолго до войны. Снаружи он выглядел практически неприступным. На стене были и другие башни, менее крупные — на каждой едва ли можно было разместить шесть орудий, да и те должны были быть небольшими. Башни побольше располагались на южной стороне.
Венецианский гарнизон Фамагусты насчитывал около 8500 человек с 90 артиллерийскими орудиями, командовал им Маркантонио Брагадин. В последующие месяцы османы вырыли огромную сеть траншей в радиусе трёх миль вокруг крепости, которые служили убежищем для осаждающих войск. Когда осадные окопы приблизились к крепости и оказались в пределах досягаемости артиллерии со стен, по приказу Лалы Мустафы-паши были возведены десять временных фортов из дерева, мешков с землёй и тюков хлопка. Однако османам не хватало кораблей, чтобы полностью заблокировать город со стороны моря, поэтому венецианцы могли снабжать Фамагусту и присылать подкрепления.
Объединённый итальянский флот насчитывал 200 судов, включая венецианские корабли под командованием Джироламо Дзане, папские под командованием Маркантонио Колонны и неаполитанские под командованием Джованни Андреа Дориа. Флот, собранный на Крите в конце августа, после отплытия к Кипру 22 сентября получил известие о падении Никосии и вернулся из-за плохих погодных условий. У берегов Крита остались лишь венецианские галеры под командованием Марко Квирини. Пияле-паша тоже был отозван в Стамбул, у гавани Фамагусты осталось 12 османских галер. Квирини удалось, взяв 16 галер и 800 солдат, осуществить удачный набег к берегам Кипра. Он потопил три османские галеры и несколько транспортных судов, уничтожил несколько османских баз на берегу и вернулся на Крит. Однако эта победа Квирини не принесла плодов, поскольку он не был поддержан флотом Лиги.

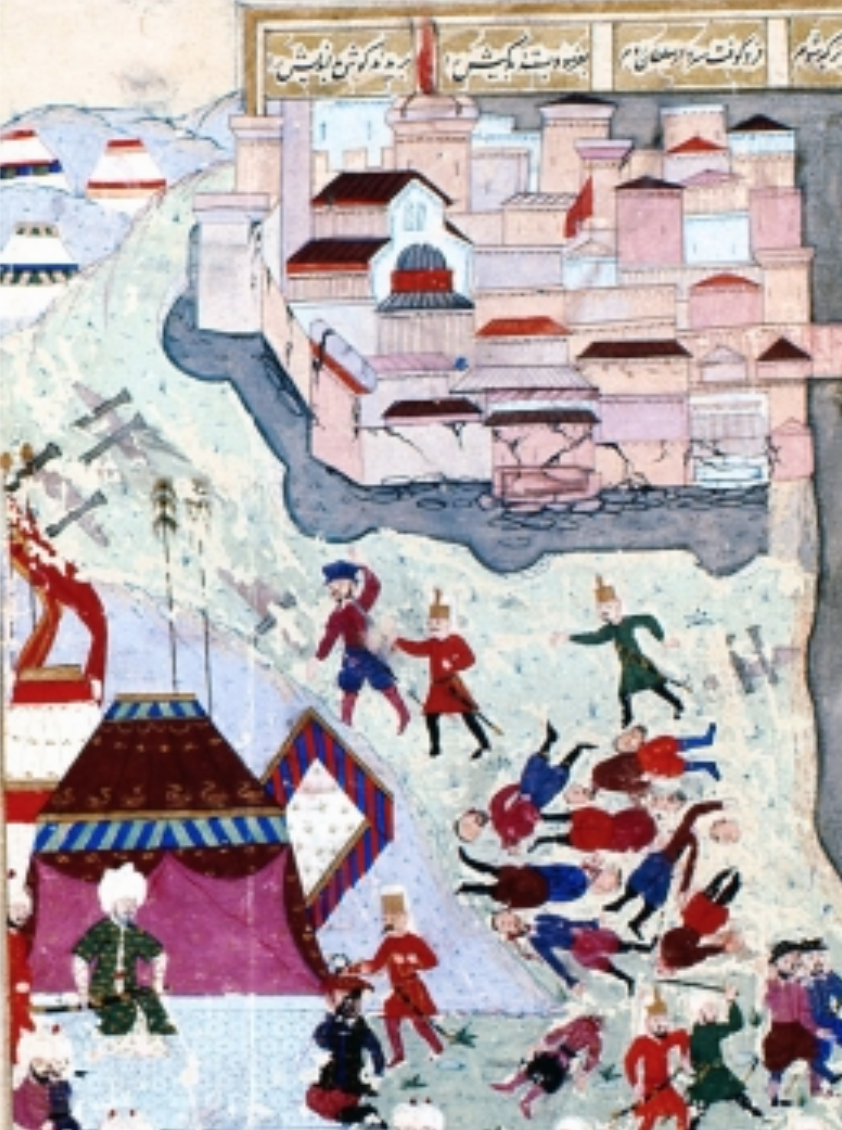
Убийство венецианских офицеров в Фамагусте.
Шехнаме-и Селим-хан, TSM, A3595, fol. 122a. 1581 год

В то же время попытка Соколлу Мехмед-паши подписать сепаратный мир с Венецией провалилась. Великий визирь предложил Большому совету торговую базу в Фамагусте, если Республика уступит османам остальной остров, но венецианцы, воодушевлённые недавним захватом Дураццо в Албании и продолжавшимися переговорами о создании христианской лиги, отказались. 12 мая 1571 года начался интенсивный обстрел укреплений Фамагусты османами, которые произвели семь генеральных штурмов стен и бастионов города. 1 августа, когда боеприпасы и запасы продовольствия у защитников были истощены, гарнизон по просьбе жителей сдал город. Осада Фамагусты стоила османам около 50 000 погибших.
Хотя венецианцы капитулировали под гарантии свободного возвращения домой, которые Лала Мустафа-паша заверил и своей подписью, и печатью султана, своё слово он не сдержал. Когда Брагадин в сопровождении других защитников города явился для передачи ключей города, Мустафа лично набросился на него и отрезал ухо. Началась резня, итогом которой стала гора из 350 голов, сваленных у шатра Мустафы. Через две недели, после пыток и издевательств, 17 августа 1571 года Брагадин принял мученическую смерть: с него содрали живьём кожу на глазах оставшихся в живых и ставших пленниками жителей Фамагусты. Головы казнённых военачальников и кожу Брагадина Лала Мустафа-паша привёз в Стамбул в подарок султану.

### 1571 год: Священная лига
Венеция пыталась найти союзников против Османской империи. Император Священной Римской империи Максимилиан только что заключил мир с османами и не хотел его нарушать. Франция традиционно дружила с османами и враждебно относилась к испанцам, а польский король и великий князь литовский Сигизмунд II вёл затяжную Ливонскую войну с Иваном Грозным. Филипп II, король Испании, крупнейшей христианской державы Средиземноморья, первоначально не был заинтересован в помощи Республике, поскольку Венеция отказалась направить помощь во время осады Мальты в 1565 году.

Кроме того, Филипп II хотел сосредоточить свои силы против берберийских государств Северной Африки. Нежелание Испании выступить на стороне Венеции  задерживало совместное выступление в 1570 году. Однако при энергичном посредничестве Пия V 15 мая 1571 года была образована Священная лига — союз против османов, который предусматривал сбор совместного флота из 200 галер, 100 судов снабжения и армии в 50 000 человек. Чтобы заручиться согласием Испании, в договор было добавлено обязательство венецианцев помочь Испании в Северной Африке.

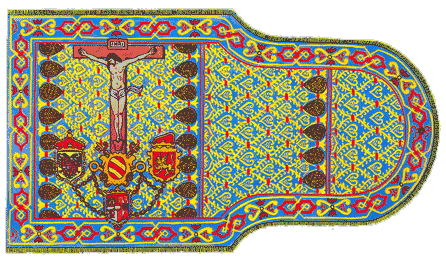
Штандарт Священной лиги

Согласно условиям нового альянса, в конце лета христианский флот должен был собраться в Мессине под командованием дона Хуана Австрийского, прибывшего 23 августа. Прежде чем отправиться в плавание, дон Хуан должен был справиться с взаимным недоверием и враждебностью между различными участниками союза, особенно между венецианцами и генуэзцами. Испанский адмирал решил проблему, расформировав эскадры и смешав суда разных государств. Андреа Дориа принял командование правым флангом, дон Хуан держал центр, венецианец Агостино Барбариго получил левый фланг, а испанец Альваро де Басан — резерв.
Не зная о судьбе Фамагусты, союзный флот покинул Мессину 16 сентября и через десять дней прибыл на Корфу, где узнал о победе османов. Поскольку к тому времени Фамагуста уже пала, то любые попытки спасти Кипр были бессмысленны, а османский флот, которым командовал Али-паша Муэдзинзаде, стоял на якоре в Лепанто (Нафпактос) у входа в Коринфский залив.

### Битва при Лепанто

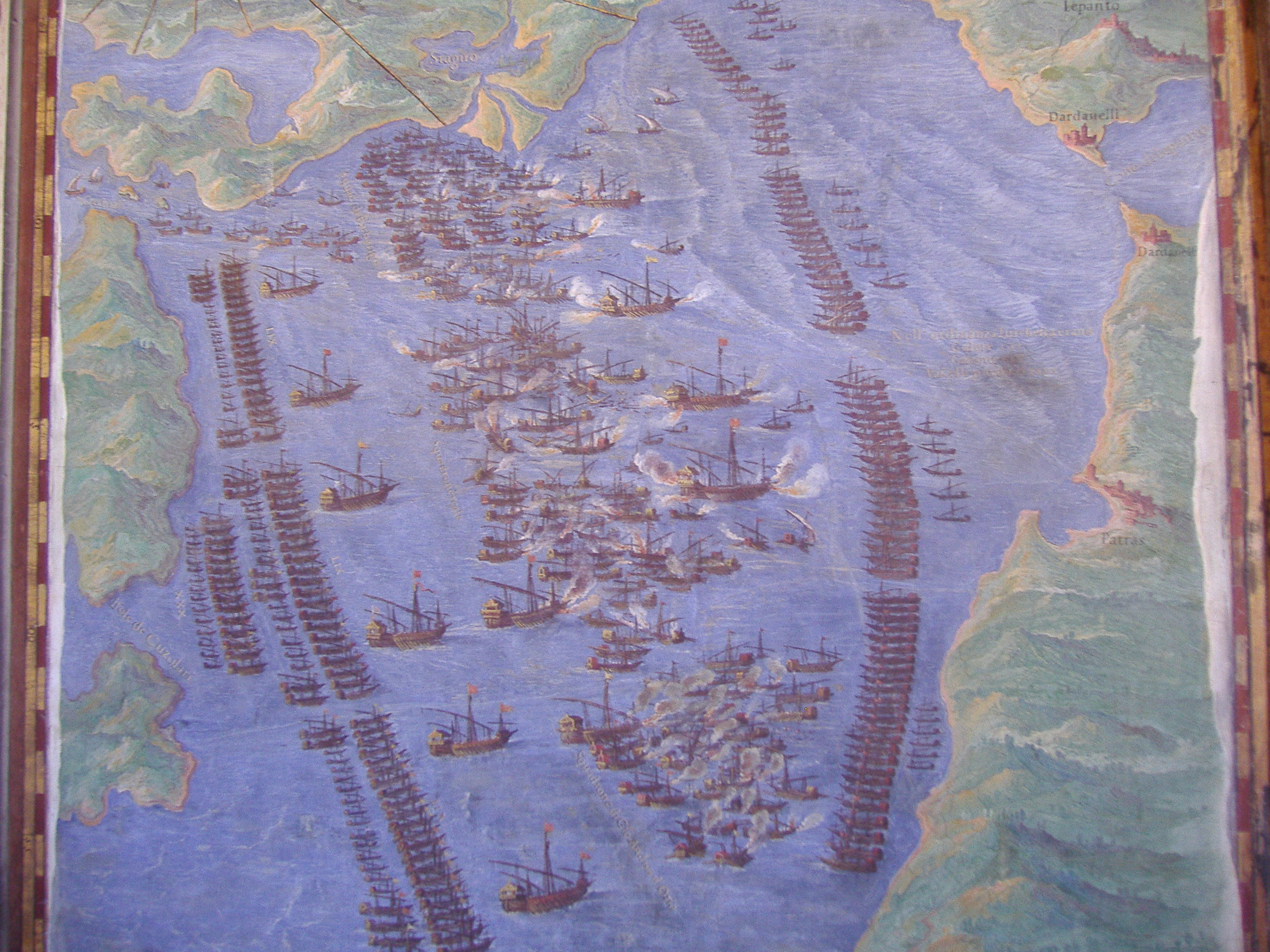
Битва при Лепанто. Ватикан

Обе стороны готовились к решающему сражению, для которого они, по некоторым оценкам, собрали от 70 до 90 % всех галер Средиземного моря. Силы были примерно равны: османский флот был больше, имея 300 судов против 200 судов Лиги, но христианские галеры были прочнее. И тот, и другой флот несли около 30 000 солдат: у христиан было в два раза больше пушек, османы могли рассчитывать на большой и обученный отряд стрелков. Османские историки были невысокого мнения о талантах Али-паши Муэдзинзаде. «Он не видел ни одного морского сражения и не был осведомлён о науке пиратства», — писал о нём Мехмед Солакзаде (1590—1658). «Великий адмирал османского флота в своей жизни не командовал даже гребной лодкой», — добавлял другой учёный, Кятиб Челеби (1609—1657).
7 октября два флота встретились в сражении у Лепанто, в котором османы потерпели сокрушительное поражение, потеряв около 30 000 человек. Кроме того, было освобождено приблизительно 12 000 христианских рабов, бывших гребцами на османских галерах.
В народном восприятии сама битва стала известна как один из переломных моментов в длительной борьбе христианского мира с османами, поскольку она положила конец их гегемонии на море, установленной после битвы за Превезу в 1538 году. Непосредственные результаты победы, однако, были минимальными: последовавшая суровая зима исключила возможность дальнейшего наступления Лиги, в то время как османы использовали передышку, чтобы восстановить флот. Османский имперский арсенал работал в полную силу, и в течение 5—6 месяцев флот был построен заново. Битва при Лепанто показала превосходство европейских судов, поэтому новый османский флот строился по новым стандартам. Средства для восстановления флота были добыты путём введения новых налогов в провинциях.

### 1572—1573: развал «Священной лиги»

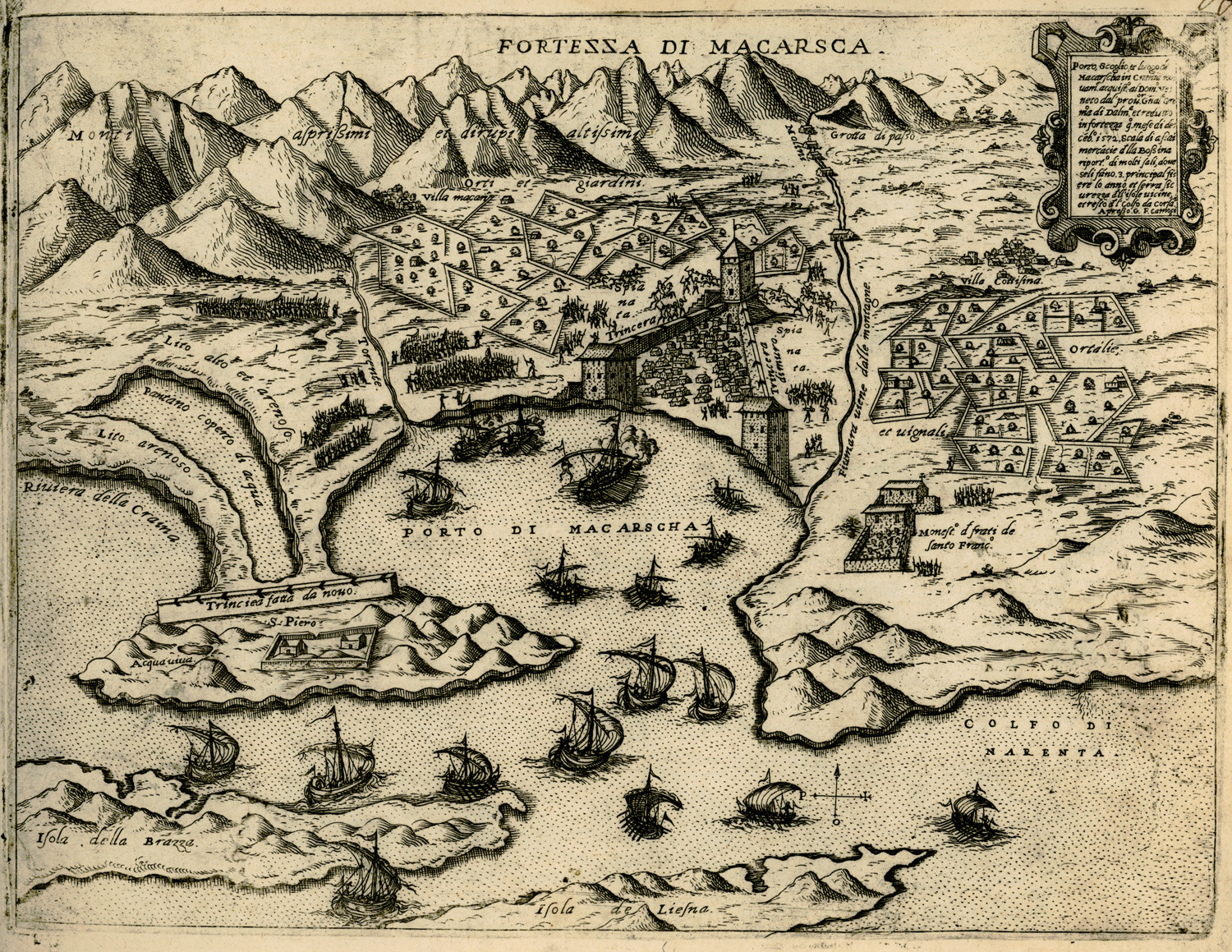
Нападение османского флота на крепость Макарска после битвы при Лепанто

Тем временем Венеция понесла потери в Далмации: османский флот напал на остров Хвар, города острова (Хвар, Стари Град и Врбоска) были сожжены. Ситуацию, сложившуюся после Лепанто, образно описал великий визирь Соколлу Мехмед-паша байло Маркантонио Барбаро: «Есть большая разница между вашей потерей и нашей. Отняв у вас земли, мы отрезали вам руку; а вы, победив наш флот, только побрили наши бороды. Отрезанная рука не может вырасти снова, а сбритая борода отрастает с большей силой, чем раньше». Несмотря на заявление великого визиря, ущерб, нанесённый османскому флоту, был велик — не столько из-за количества потерянных кораблей, сколько по причине гибели почти в полном составе опытных офицеров и моряков. Хорошо понимая, как трудно заменить таких людей, в следующем году венецианцы и испанцы казнили тех из них, которых они взяли в плен, однако спустя два года османский восстановленный флот был полностью укомплектован обученными экипажами.
В 1572 году, когда союзный христианский флот возобновил действия, он столкнулся с обновлённым османским флотом из 200 судов под командованием Кылыч Али-паши. Испанский флот под командованием дона Хуана не мог попасть к Ионическому морю до сентября, что означало некоторое превосходство османского флота. Однако османский командующий знал о недостатках своего флота, построенного на скорую руку из непросушенного дерева и укомплектованного неопытными экипажами. Поэтому в августе он активно избегал столкновения с союзным флотом и в конечном итоге направился к крепости Модон. Прибытие испанской эскадры из 55 кораблей сравняло количество судов с обеих сторон и открыло возможность для решающего удара, который не состоялся из-за трений между христианскими лидерами и негибкости дона Хуана. Расхождения интересов членов Лиги проявлялись всё сильнее, и альянс начал распадаться. В 1573 году флоту Священной лиги даже не удалось собраться и отплыть. Вместо этого дон Хуан захватил Тунис, однако год спустя вновь уступил его османам.

## Итоги

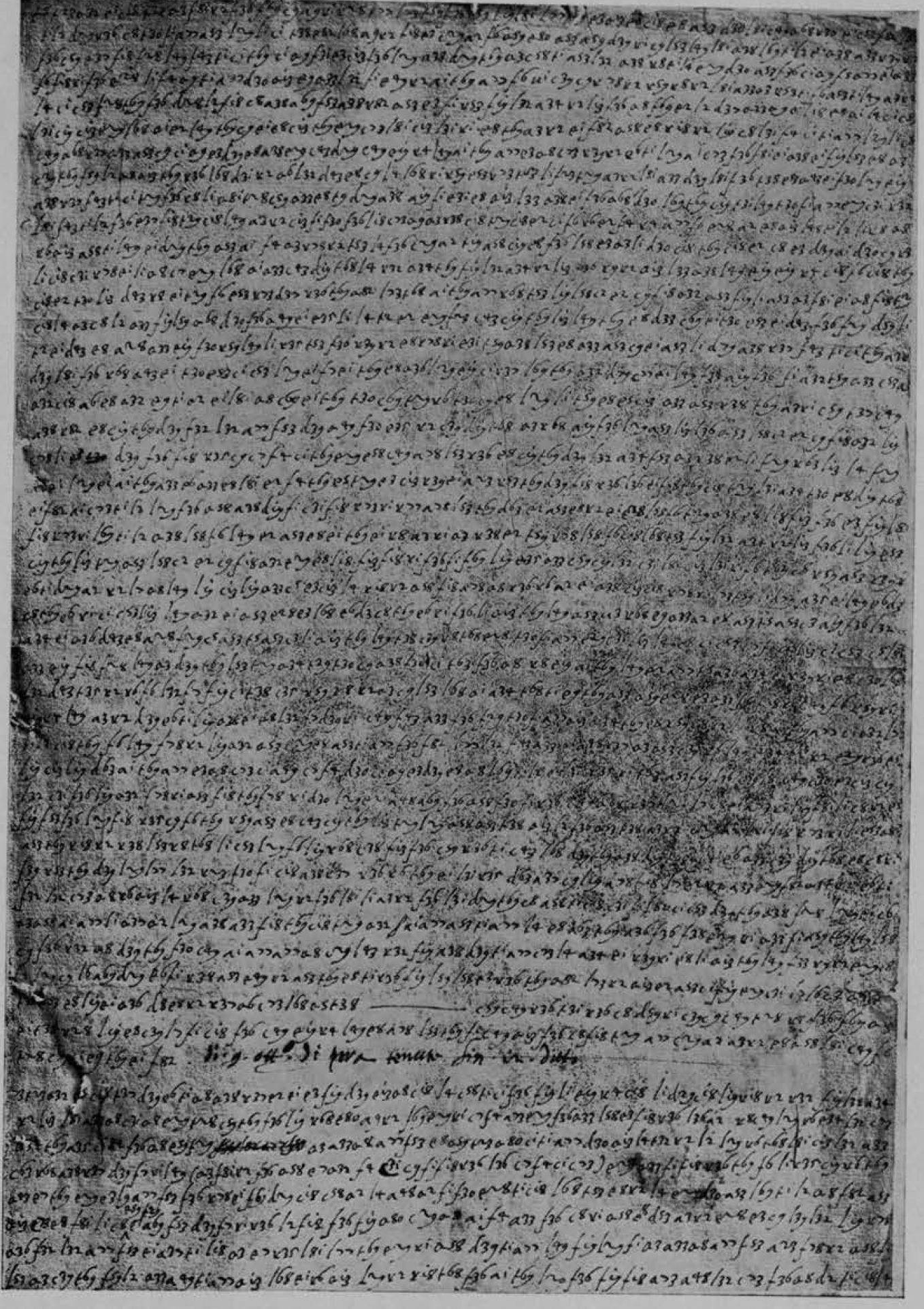
Шифрованная депеша байло Барбаро от октября 1571 года с упоминанием битвы при Лепанто

Несмотря на ограниченное влияние победы союзников на общую ситуацию, победа Османской империи в Лепанто имела бы гораздо более важные последствия. Почти полное исчезновение христианского флота позволило бы османским кораблям бороздить Средиземное море вдоль и поперёк с тяжелыми последствиями для Мальты, Крита и, возможно, даже для Балеарских островов или Венеции. Поэтому победа Лиги у Лепанто, наряду с неудачей Османской империи на Мальте, подтвердила фактическое разделение Средиземного моря на восточную половину под османским контролем и западную под контролем христиан.
Венеция, опасаясь потери своих далматинских владений и возможного вторжения во Фриули, а также стремясь сократить свои потери и возобновить торговлю с османами, инициировала при посредничестве Франции сепаратные переговоры с Портой. Переговоры вёл байло Маркантонио Барбаро, который с 1570 года находился под домашним арестом и был выпущен по случаю переговоров. Ввиду неспособности Республики вернуть Кипр договор, подписанный 7/15 марта 1573 года, подтвердил новое положение дел: Кипр стал провинцией Османской империи, а Венеция выплатила султану 300 000 дукатов. Кроме того, изменилась граница между двумя державами в Далмации — османы оккупировали небольшие, но важные внутренние районы с наиболее плодородными сельскохозяйственными территориями, что оказало неблагоприятное воздействие на экономику венецианских городов Далмации.
Мир продлился до Критской войны, начавшейся в 1645 году. Кипр оставался под властью Османской империи до 1878 года, когда он был передан Британии в качестве протектората. Османский суверенитет продолжался до начала Первой мировой войны, когда остров был окончательно аннексирован Великобританией и стал её колонией в 1925 году.

## Комментарии
1. ↑  Фра Калепио, пленённый в Никосии, писал: «3 октября в то время как бочки с порохом занесли на борт большого галеона Мехмед-паши, они взорвались и в мгновение ока уничтожили судно, взорвав одновременно галеот и карамуссоли[англ.] и вызвав неописуемую панику во флоте. <…> Турки стремились узнать, кто это сделал и как это произошло, но ничего не могли узнать, потому что ни одна душа не спаслась из тех, кто был на галеоне и лишь двое или трое или с других судов. Я слыхал, говорили, что знатная киприотка подожгла порох. Это правда, что галеон вёз большое количество очень красивых юношей и прекрасных женщин, в качестве приношения султану, Мехмед-паше и сыну султана Мураду»[54]. Согласно Дзанотто:«Беллисандра Маравилья, сестра Джованни, секретаря венецианского сената и жена Пьетро Альбрино, великого канцлера Кипра, который погиб в результате резни в Никосии, вместе со многими другими была захвачена и отправлена в качестве военной добычи на одном из трех кораблей, направлявшихся в Стамбул. В ночь перед отплытием женщина подожгла склад боеприпасов, взорвав корабль всем  грузом»[55][56][57]. 
Также этот подвиг приписывается другой пленнице — Арнальде де Роккас[58]. На Кипре с начала XX века героиню называют Мария Синглитики[59]. В издававшемся с 1652 года сборнике рассказов о героических женщинах фигурирует лишь рассказ о безымянной пленнице[60][61][62]